# Bee Dalan
Bee Dalan ist eine Aldeia in der osttimoresischen Landeshauptstadt Dili. Die Aldeia liegt im Südwesten des Sucos Motael (Verwaltungsamt Vera Cruz). Obwohl Bee Dalan die kleinste Aldeia des Sucos ist, hat sie mit 2010 Menschen (2015) die größte Einwohnerzahl.

## Lage

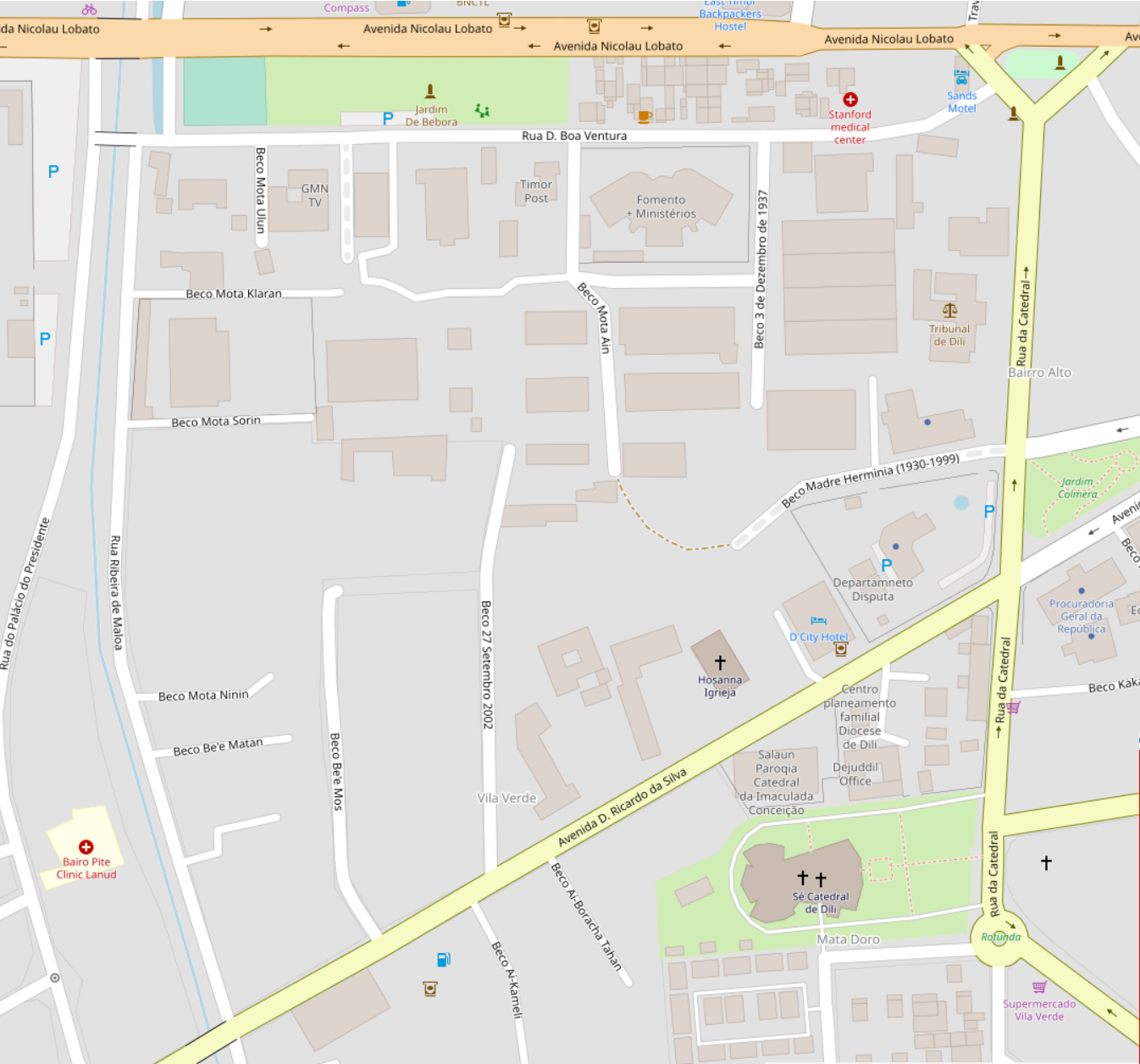
Straßenkarte des südlichen Motaels

Von Motaels Gebiet südlich der Avenida Nicolau Lobato nimmt Bee Dalan die Südwestspitze ein, wo die Rua Ribeira de Maloa auf die Avenida Dom Ricardo da Silva trifft. Westlich liegt der Suco Bairro Pite, südlich der Suco Vila Verde.